# مجير (اسم)
مجير هو اسم علم مذكر من أصل عربي، ومعناه هو من الفعل أجار، حامي الجار، حامي اللاجئ، اللائذ المانع من الاعتداء.

## شخصيات تحمل الاسم
- مجير الدين أبق (القرن 12 – 1169)
- مجير الدين الحنبلي (مؤرخ وفقيه وقاضي، 1456 – 1522)

## وصلات خارجية
- موسوعة السلطان قابوس لأسماء العرب